# Iglesia de Nuestra Señora de la Victoria (La Valeta)
La Iglesia de Nuestra Señora de la Victoria, anteriormente conocida como la Iglesia de San Antonio Abad, fue la primera iglesia y edificio terminado en La Valeta, la capital de Malta. En 1566, tras el Gran Sitio de Malta, el gran maestre Jean Parisot de Valette y su Orden de Malta mostraron interés en construir una iglesia en nombre del Nacimiento de la Virgen como forma de acción de gracias. La iglesia fue diseñada por el arquitecto local Girolamo Cassar y la construcción fue financiada por De Valette.

## Orígenes
La iglesia fue construida para conmemorar la victoria de los Caballeros de la Orden de San Juan y los Malteses sobre los invasores otomanos el 8 de septiembre de 1565. Fue construido en el sitio donde se llevó a cabo una ceremonia religiosa para inaugurar la colocación de la primera piedra de la nueva ciudad de La Valeta el 28 de marzo de 1566. Se eligió una iglesia como primer edificio para expresar gratitud. La iglesia no solo está dedicada a la Natividad de la Virgen, sino que la pintura titular también se encuentra detrás del altar mayor y representa el nacimiento de la Santísima Virgen.
El gran maestre Jean Parisot de La Valette financió la construcción de la iglesia. Murió de fiebre el 21 de agosto de 1568 y fue sepultado en su cripta. Sin embargo, cuando se construyó la Concatedral de San Juan, sus restos fueron trasladados allí.
En 1617, la orden de San Juan eligió esta iglesia como su iglesia parroquial. La iglesia fue entonces dedicada a San Antonio Abad. En 1699 se amplió el ábside de la iglesia por orden del gran maestre Ramón Perellos y Roccaful. En 1716, Perellos encargó al artista maltés Alessio Erardi que pintara la bóveda con escenas elementales que retrataran la Vida de la Virgen; estos se terminaron en dos años. En 1752 se amplía la fachada, la sacristía, la espadaña y la casa del párroco. La fachada recibió un hermoso aspecto barroco. La fachada también incluye un busto de bronce del papa Inocencio XII. Además, en la segunda mitad del siglo XVIII, además de los altares dedicados a San Juan Bautista y San Pablo, se construyeron otros dos altares.
En 1837, la iglesia se convirtió en la iglesia Garrison del Royal Malta Fencible Regiment, que más tarde se convirtió en Royal Malta Artillery. A lo largo de los años, la iglesia sufrió varios daños tanto en su estructura como en sus pinturas. El 23 de abril de 1942, el techo de la iglesia resultó dañado como consecuencia de un ataque aéreo que golpeó La Valeta y que también destruyó la cercana Royal Opera House. En 1943, nuevamente el 8 de septiembre, otro enemigo, esta vez la flota italiana, se rinde; la iglesia es ahora la de 'Nuestra Señora de la Victoria'.
En 2000, el fideicomiso nacional de Malta, Din l-Art Ħelwa, inició un proyecto de restauración. El 8 de septiembre de 2011, el gobierno de Malta nombró a Din l-Art Ħelwa como guardián de la iglesia. La restauración está en curso.

## Obras de arte
La iglesia tiene una serie de tesoros artísticos. Las pinturas en cada extremo sobre el altar representan a San Antonio de Egipto y San Antonio de Padua. Estos fueron traídos a Malta en 1530 por los Caballeros de Malta después de que el emperador Carlos V le diera la isla a la Orden de San Juan como base. La iglesia también contiene obras de Francesco Zahra, Ermenegildo Grech y Enrico Arnaux.
En 1792, el gran almirante veneciano Angelo Emo murió en Malta. Deseaba que su corazón fuera enterrado en la iglesia de la Señora de la Victoria; en 1802 se erigió un monumento en su nombre del escultor maltés Vincenzo Dimech.

## En la actualidad
En 2000, el Fondo Nacional de Malta, Din l-Art Ħelwa, inició un proyecto de restauración junto con el Proyecto de Rehabilitación de La Valeta y el Departamento de Museos. Se llevó a cabo la restauración de la cubierta, remates y parte de la espadaña, que contó con el patrocinio de Computime. La restauración exterior se completó en 2002; PwC fue uno de los principales patrocinadores. La renovación interior comenzó en 2004. La iglesia aún se está restaurando y el trabajo debe concluir en 2016.
El edificio de la iglesia figura en el Inventario Nacional de Bienes Culturales de las Islas Maltesas.

## Galería

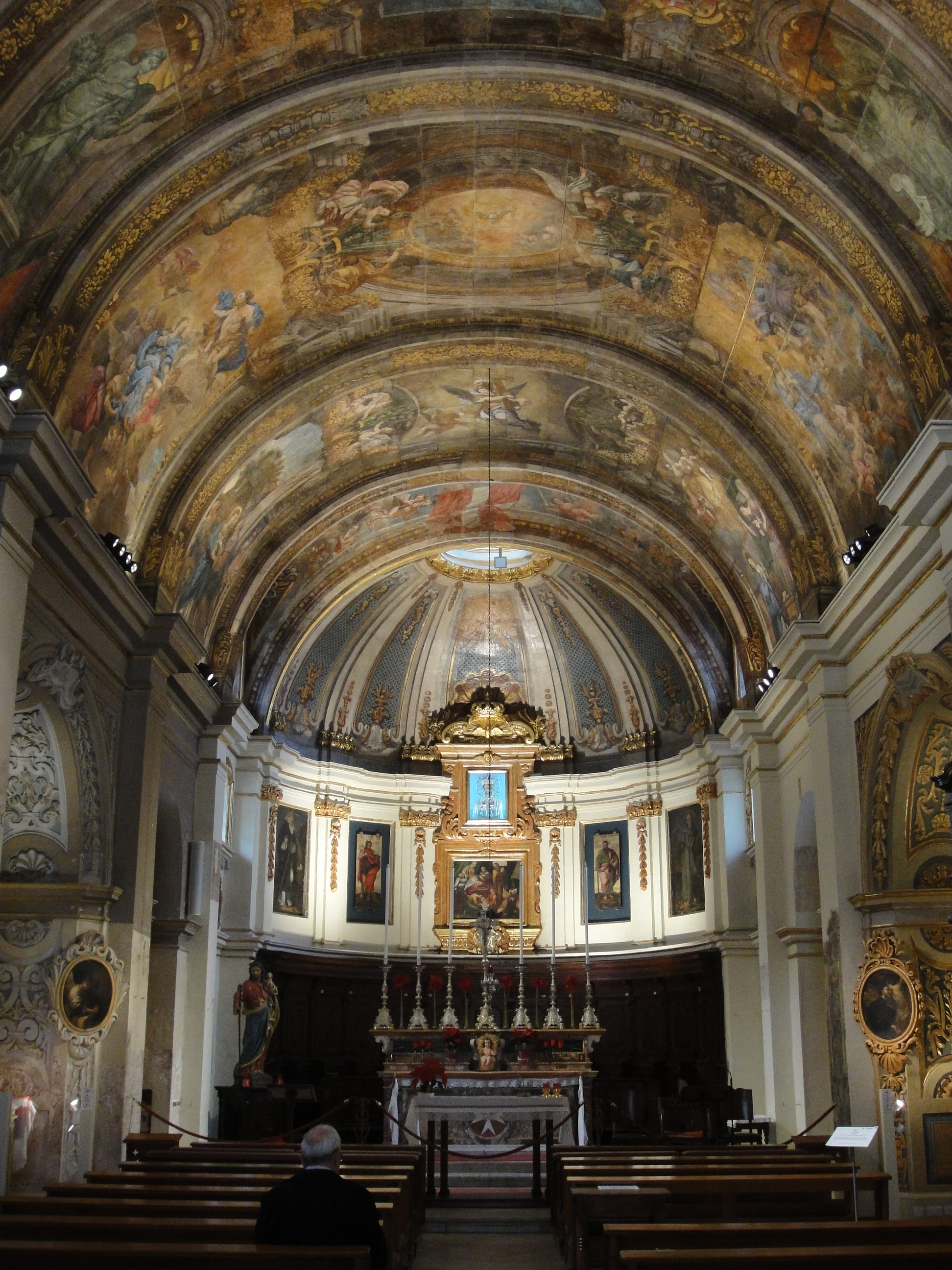
La bóveda de cañón y sus frescos